# Oryx beisa callotis
L'orice dal ciuffo o dal pennello (Oryx beisa callotis Thomas, 1892) è una sottospecie dell'orice beisa. Venne originariamente descritto da Oldfield Thomas come specie a parte nel 1892, ma è stato successivamente rivalutato come semplice sottospecie da Richard Lydekker nel 1912. Tuttavia, recenti analisi effettuate applicando il concetto di specie filogenetica hanno spinto alcuni autori a concludere che debba essere nuovamente classificato come specie a sé (Oryx callotis).

## Descrizione
L'orice dal ciuffo è un'antilope dalla struttura relativamente robusta, con zampe corte e sottili. Gli adulti presentano una lunghezza testa-corpo di 153-170 cm, una coda di 45-50 cm e 110-120 cm di altezza al garrese. Con un peso di 167-209 kg, i maschi sono più pesanti delle femmine, 116-188 kg, ma d'altro canto i due sessi sono molto difficili da distinguere. Il manto è di colore fulvo su quasi tutta l'intera superficie del corpo, con una striscia nera lungo la parte bassa dei fianchi. Vi sono bande nere anche sulla fronte, ai lati della faccia e lungo la gola, mentre il muso è bianco. Sono presenti una breve criniera di peli marroncini, nonché ciuffi di peli neri sopra gli zoccoli, all'estremità della coda e sulle orecchie. È proprio a quest'ultima caratteristica, unica tra le varie forme di orice, che la sottospecie deve il suo nome comune.
Le corna, lunghe 76-81 cm, sono quasi diritte, e curvano all'indietro solo leggermente. Diversamente dalla maggior parte degli altri rappresentanti della sottofamiglia Hippotraginae, ma come nelle altre orici, le corna dell'orice dal ciuffo sono parallele alla superficie superiore del muso dell'animale. Le corna hanno aspetto simile in maschi e femmine, e presentano in media sedici anelli nella metà inferiore, prima di divenire lisce e affusolate verso la punta.

## Distribuzione e habitat
Gli orici dal ciuffo sono presenti solamente nelle regioni sud-orientali del Kenya e in quelle nord-orientali della Tanzania. Sebbene in passato non fossero presenti entro i confini di quello che è attualmente il parco nazionale del Serengeti, nel 1972 branchi di orici iniziarono a spostarsi in quest'area, dove sono rimasti da allora. Vivono in praterie semi-aride, savane arbustive e boscaglie di Acacia, e sono più comuni nelle aree dove le precipitazioni annue sono dell'ordine di 40-80 mm. Le previsioni della IUCN indicano che presto questa forma sarà relegata ai parchi nazionali e ad altre aree protette, a causa della pressione esercitata dai bracconieri e dalla perdita di habitat a vantaggio dell'agricoltura al di fuori di tali aree.

## Biologia

### Alimentazione
Oltre l'80% della dieta dell'orice dal ciuffo è costituita da erba. Durante la stagione delle piogge essa viene incrementata con piante dei generi Commelina e Indigofera, mentre al contrario, nella stagione secca, l'orice mangia i tuberi e gli steli di Pyrenacantha malvifolia e di altre piante succulente che lo aiutano a ricavare i liquidi necessari. Facendo affidamento a strategie simili, l'orice dal ciuffo può vivere anche un mese senza bere, anche se assume liquidi non appena ne ha la possibilità. Inoltre gli orici sono in grado di produrre urina altamente concentrata e di riassorbire significative quantità di acqua dal cibo assunto.

### Comportamento
Gli orici dal ciuffo si spostano in branchi nomadi, formati generalmente da trenta a quaranta esemplari. Ogni branco occupa un'area vitale di 300-400 km², all'interno della quale gli animali si muovono in cerca di vegetazione fresca. La maggior parte dei membri adulti di un branco sono femmine, ma sono per lo più i maschi a scegliere quale direzione prendere durante gli spostamenti. Quando si spostano in fila indiana, per esempio, i maschi dominanti si dispongono nelle retrovie, spingendo o rallentando le femmine di fronte, nonché bloccando la fuga a chiunque voglia allontanarsi dal branco.
All'interno del branco esemplari di entrambi i sessi stabiliscono una ben definita classe di dominanza. Gli scontri per rinforzare e mettere alla prova la gerarchia stabilita iniziano con i due contendenti che galoppano in un ampio circolo con passi alti e la testa che viene fatta oscillare da una parte all'altra. Lotte più attive consistono soprattutto in scontri con le corna, ma possono comportare anche spinte con le corna o con la fronte. Chi viene sconfitto in questi combattimenti può essere spinto all'indietro anche per 30 m, ma i contendenti non cercano mai di infierire sull'avversario o di provocare gravi lesioni.
Tra i predatori degli orici dal ciuffo vi sono leoni, ghepardi e leopardi. Gli orici sono stati visti condividere le pozze d'acqua con vari altri ungulati, soprattutto durante le ore diurne, in modo da ridurre il rischio di essere catturati dai predatori e di approfittare di eventuali richiami d'allarme nel caso un potenziale predatore venga individuato. Pascolano nelle prime ore della mattina e di sera, riposando e ruminando durante la parte più calda della giornata, e talvolta pascolando di tanto in tanto durante la notte. Trascorrono anche una notevole quantità di tempo a pulirsi reciprocamente con i denti e la lingua, e, di conseguenza, sono risultati essere meno soggetti alle infestazioni da zecche rispetto ad animali come gli gnu, che dedicano meno tempo alla pulizia.

### Riproduzione
Gli accoppiamenti avvengono in ogni periodo dell'anno, ma il maggior numero dei piccoli nasce durante la stagione secca. I maschi si insediano in territori dai quali cercano di tenere sotto controllo le femmine e di impedire ad altri maschi di accoppiarsi con esse, ma questa tattica ha solo un successo limitato, in quanto anche i maschi non territoriali possono avere qualche probabilità di accoppiarsi. Dopo un periodo di gestazione di circa nove mesi nasce un unico piccolo, del peso di 9-10 kg.
Le madri si allontanano dal branco prima di partorire, e tengono i neonati nascosti al sicuro per le prime tre settimane, prima di ricongiungersi alla mandria poco dopo. Sono in grado di riprodursi di nuovo quasi immediatamente e, se le condizioni sono ideali, possono dare alla luce dei piccoli ogni undici mesi. I giovani raggiungono la maturità sessuale tra i diciotto e i ventiquattro mesi di età. In cattività, gli orici dal ciuffo possono vivere fino a 22 anni.